# Maître de Meßkirch

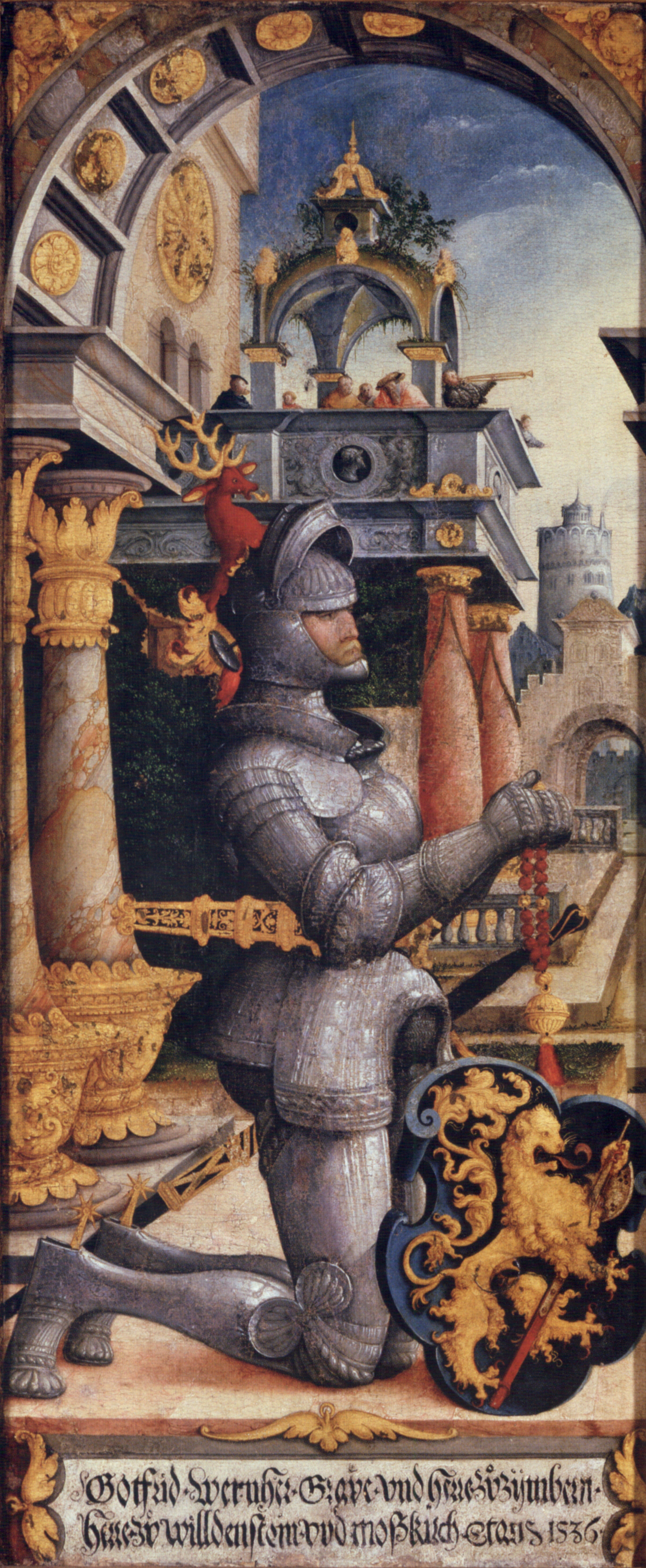
Le donateur, comte Gottfried Werner von Zimmern, v. 1536
aile gauche du maître-autel de Wildsteiner

Le Maître de Meßkirch (actif de 1515 à 1540) est un peintre anonyme de la Renaissance allemande.

## Biographie
Cet artiste anonyme obtient son surnom après avoir peint un maître-autel et dix autels latéraux pour l'église collégiale de Saint-Martin de Meßkirch vers 1536-1540. Son origine comme sa formation sont mal connues mais on suppose qu'il a été formé sous l'influence de Dürer. On pense en particulier à Hans von Kulmbach et Hans Schäufelein. Les influences de l'école d'Ulm que l'on détecte dans ses tableaux portent à croire qu'il a reçu une formation initiale dans l'un des ateliers locaux. Il semble aussi, comme le montrent ses œuvres du début des années 1530, avoir été familier de la peinture de l'Italie du Nord.
Il travailla dans la région du lac de Constance entre 1520 et 1540. C'est là qu'il fit la connaissance de ses deux principaux mécènes, le comte Eitel-Frédéric III de Hohenzollern, auprès de qui il fut actif très tôt à Veringenstadt, et le prince de Fürstenberg. Il travaille ensuite pour le baron et plus tard comte Gottfried Werner von Zimmern et son épouse Apolonia von Henneberg dans leur résidence de Meßkirch. Le comte passe commande de huit à douze autels pour l'église.
Parmi ses œuvres les plus importantes on compte l'autel Falkensteiner peint vers 1525, les fresques et les peintures murales dans le chœur de l'église abbatiale cistercienne de Heiligkreuztal en 1532-1535, certains travaux représentant la vie de Marie et l'enfance de Jésus, et les autels de l'église collégiale de Saint-Martin. Au total, douze autels à panneau avec sept peintures chacun sont attribués au Maître de Meßkirch.
Huit peintures centrales et cinquante-huit de ces panneaux ont été conservés dans de nombreuses collections en Europe et en Amérique, parmi lesquelles le musée national germanique de Nuremberg, la Staatsgalerie (Stuttgart), la Johanniterkirche et le Würth Kunsthalle de Schwäbisch Hall, le musée du prince dans le château de Sigmaringen, une collection privée au château de Bodman et dans des villes telles que Maastricht et Augsbourg. Les images de l'autel Inzigkofen sont entrées en possession des Fürstenberger au XIXe siècle. Un précieux détail montre la donatrice de l'autel, Madeleine Weinschenk, en augustinienne. Les peintures sont d'une grande qualité artistique et d'un grand intérêt pour l'histoire de l'art.
Le maître de Meßkirch a peint des représentations de 80 saints. Albrecht Dürer est certes un modèle, le Maître de Meßkirch l'interprète mais ne le copie pas. Les représentations ont encore souvent le classique arrière-plan à fond d'or gothique mais il s'y trouve parfois déjà des bâtiments ou des paysages. Typiquement, les formes et les visages montrent de puissantes individualités, les traits des visages sont expressifs, les barbes hirsutes et de beaux cheveux, des vêtements de luxe Renaissance, des chapeaux et de longs manteaux sont des caractéristiques intéressantes.
Il doit sa célébrité à la richesse de ses couleurs ainsi qu’à ses talents de dessinateur dans des compositions équilibrées. Comme il existe de notables différences de qualité parmi les œuvres qui lui sont attribuées, la question se pose de savoir si certaines peintures sont le produit de ses compagnons ou de peintres de son propre atelier.

## Identité
La recherche historique n’a pas encore réussi à identifier le Maître de Meßkirch. Les assignations proposées de son œuvre à Jörg et/ou Jerg Ziegler, à William Ziegler ou Marx Weiss de Balingen ne sont plus acceptées. On pense actuellement à Peter Strüb le Jeune. On sait qu’il exerçait avec succès à Veringenstadt entre 1528 et 1540. Son père, Peter Strüb l’Ancien, ainsi que ses frères aînés, Jacob et Hans vivaient également dans cette ville. Chacun de ces peintres montrent l’influence de l’école d’Ulm dans leurs œuvres. La question de l’identité du Maître de Meßkirch est toujours en suspens.

## Œuvres
- Retable Wildensteiner, 1525, huile sur bois, Collection princière Fürstenberg, Donaueschingen
  - Sainte-Anne avec quatre saintes
  - Saint Erasme
  - Saint André
  - Saint Christophe
  - Saint Sébastien et saint Roch
  - aile gauche : Le Donateur, comte Gottfried Werner von Zimmern

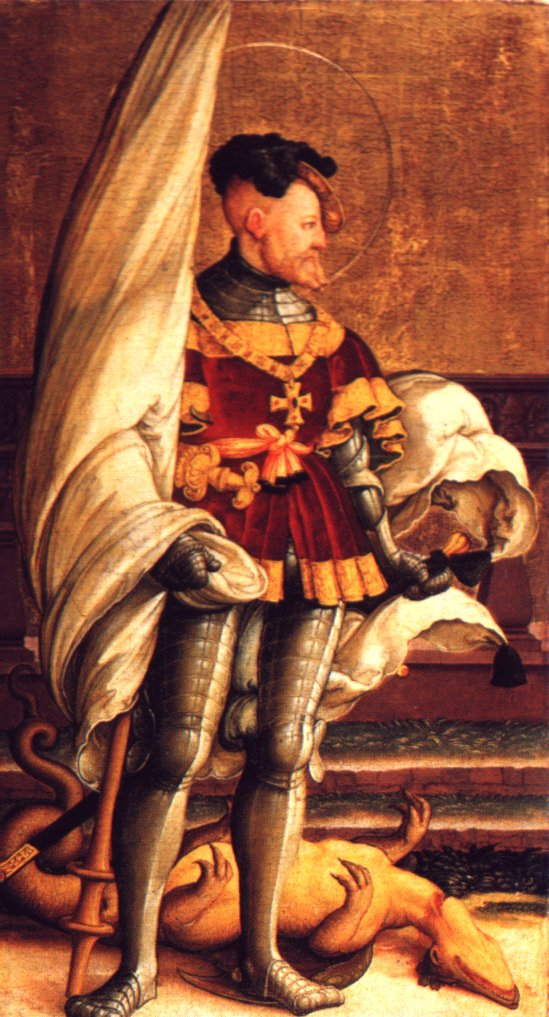
Saint George, 1525
Retable Falkensteiner
Staatsgalerie (Stuttgart)

- Retable Falkensteiner, 1525-1530, Staatsgalerie (Stuttgart) :
  - Saint. George,
  - Saint Jean-Baptiste
- La Crucifixion. v. 1530, Collection Würth, Schwäbisch Hall
- Saint Benoît ermite, en prière, 1530, peinture sur bois, 106 × 75 cm, Staatsgalerie (Stuttgart)

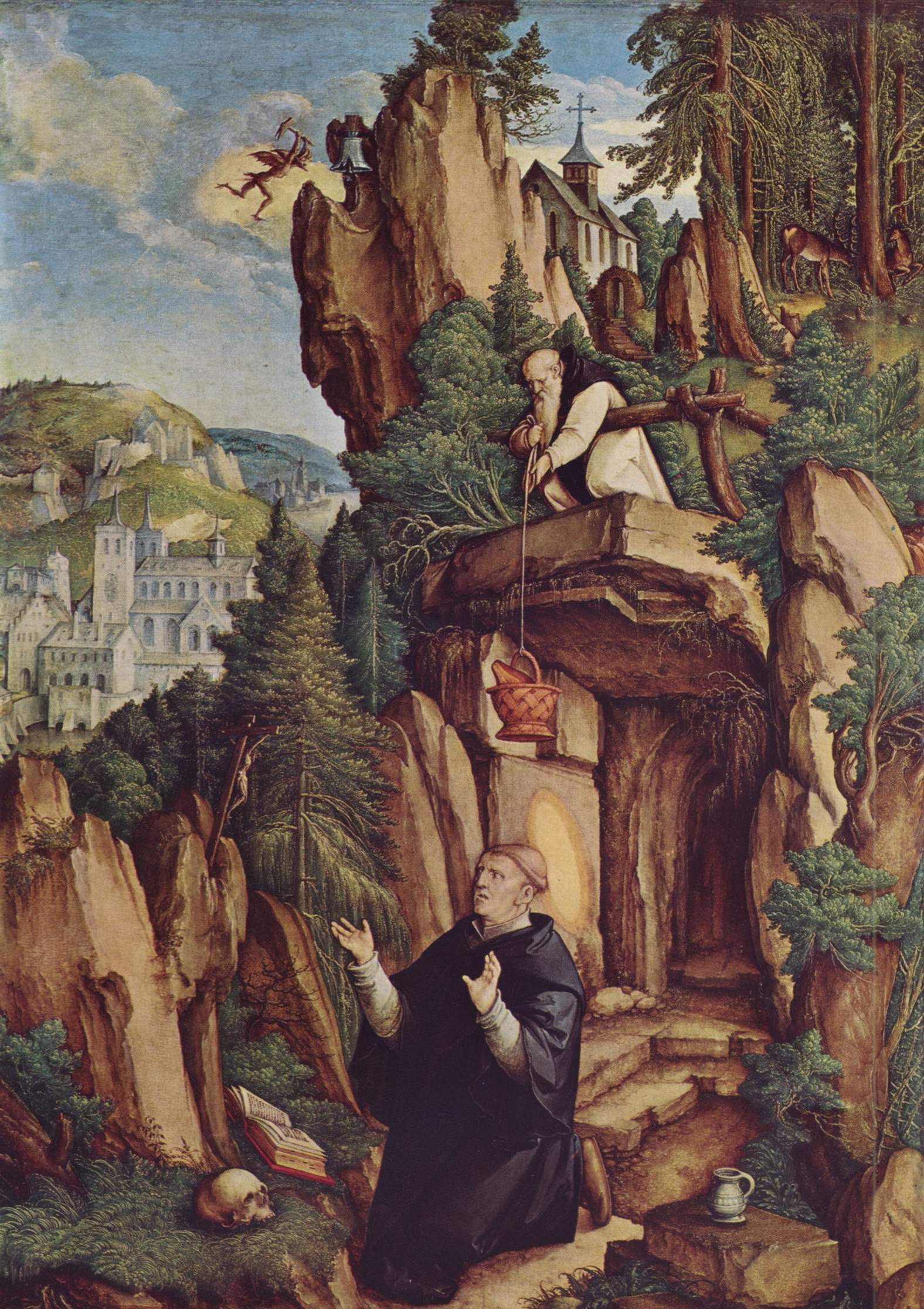
Saint Benoît en prière, 1530
Staatsgalerie (Stuttgart)

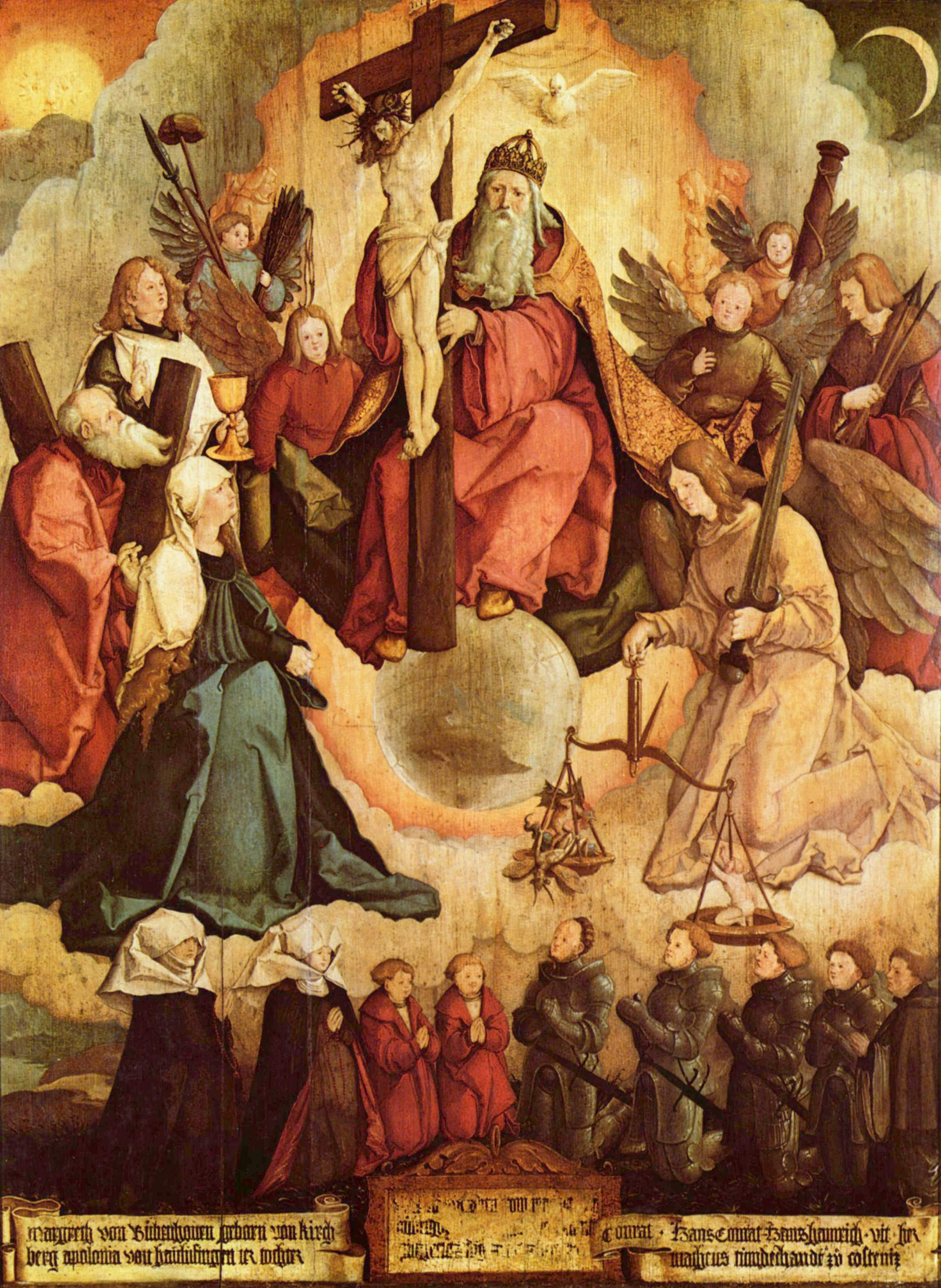
Ste Trinité avec les anges, les saints et les enfants du donateur Hofen, Cassel

Retable dispersé de l'église collégiale de Saint-Martin d'Augsbourg, 1536–1540
- Panneaux de l'autel principal : 
  - L'Adoration des Mages, église paroissiale Saint-Martin, Meßkirch
  - La Crucifixion avec les donateurs, musée des beaux-arts Pouchkine, Moscou
  - Saint-Martin avec le donateur Gottfried Werner Graf von Zimmern, Collection princière Fürstenberg, Donaueschingen
  - Saint-Jean-Baptiste avec le donateur Apollonia von Henneberg, Collection princière Fürstenberg, Donaueschingen
  - Sainte Madeleine, Collection princière Fürstenberg, anciennement à Donaueschingen
  - Saint Christophe, Collection d'art municipale d'Augsbourg, (prêté par la Alte Pinakothek de Munich)
- Panneaux des autels latéraux :
  - La Tentation du Christ, Musée diocésain, Saint-Gall
  - Le Lavement des pieds, Musée diocésain, Saint-Gall
  - Christ sur le Mont des Oliviers, Gemäldegalerie (Berlin)
  - La Raillerie du Christ, tempera et huile sur bois, 64 × 52 cm, musée national de Varsovie
  - La Lamentation et Mise au tombeau, Gemäldegalerie (Berlin)
  - La Flagellation du Christ, Staatliche Kunsthalle Karlsruhe
  - Le Christ portant la Croix, Nuremberg, Germanisches Nationalmuseum
  - La Résurrection du Christ, Collection Haab, Kilchberg (Zurich)
  - L'Archange Michael pesant les âmes, Staatliche Kunsthalle Karlsruhe
  - Saint Guy, Staatliche Kunsthalle Karlsruhe
  - Sainte Lucie, Staatliche Kunsthalle Karlsruhe
  - Sainte Catherine, Gemäldegalerie (Berlin)
  - Sainte Agnès, Gemäldegalerie (Berlin)
  - Saint Paul, Gemäldegalerie (Berlin)
  - Saint Crispin, Gemäldegalerie (Berlin)
  - Saint Fabien, forteresse de Cobourg
  - Tête d'un saint (Fragment). Londres, Institut Courtauld. Attribution probable
  - St. Werner, évêque de Merseburg, Maastricht, Bonnefantenmuseum
  - La Quête de Marie-Madeleine, Minneapolis Institute of Arts
  - Saint Laurent, collection Böhler (anciennement à Munich)
  - Saint-Gangolf, New Haven, Yale University Art Gallery
  - Sainte Agathe, Philadelphia Museum of Art
  - Saint Cyriaque, Philadelphia Museum of Art
  - Saint Walpurgis, Philadelphia Museum of Art
  - Sainte Eulalie, Philadelphia Museum of Art
  - Saint Etienne, Philadelphia Museum of Art
  - Saint Gérard, collection Würth, Schwäbisch Hall
  - Saint Pélasge, collection Würth, Schwäbisch Hall
  - Saints martyrs Sébastien et Vitalus, collection Würth, Schwäbisch Hall
  - Saints martyrs Jean et Paul, collection Würth, Schwäbisch Hall
  - L'Apôtre Jacques, collection Würth, Schwäbisch Hall
  - Saint Paul ermite, collection Würth, Schwäbisch Hall
  - Sainte Afra, collection Würth, Schwäbisch Hall
  - Saint Antoine ermite, collection Würth, Schwäbisch Hall
  - St Godfrey d'Amiens, collection Würth, Schwäbisch Hall
  - Un Saint évêque (Severin ?), collection Würth, Schwäbisch Hall
  - Saint Jodokus, collection Würth, Schwäbisch Hall
  - Sainte Cunégonde, Staatsgalerie (Stuttgart)
  - Le Pape saint Cornelius, prêt d'une collection privée, Staatsgalerie (Stuttgart)
  - Le Saint évêque Cyprien, prêt d'une collection privée, Staatsgalerie (Stuttgart)
  - Le Saint évêque Denis de Paris, prêt d'une collection privée, Staatsgalerie (Stuttgart)

Non datés
- SainteTrinité avec les anges, les saints et les enfants du donateur Hofen, Cassel, Gemäldegalerie
- L'Adoration des mages, bois, 159 × 75 cm, château de Sigmaringen, collection du prince de Hohenzollern[1]